# انجمن سرطان آمریکا
انجمن سرطان آمریکا (به انگلیسی: American Cancer Society) یا به اختصار (ACS)، سازمان داوطلبانهٔ ملی‌ آمریکایی است که در جهت حذف بیماری سرطان کوشش می‌کند.

## تاریخچه
این انجمن در سال ۱۹۱۳ تأسیس شدو در دوازده منطقهٔ ایالات متحده آمریکا در ۹۰۰ دفتر پزشکی مشغول به کار است.
دفتر مرکزی آن‌ در مرکز انجمن سرطان آمریکا در آتلانتا واقع شده‌است.

## انتشارات
ژورنال‌های رسمی انجمن شامل Cancer ،CA: A Cancer Journal For Clinicians و Cancer Cytopathology است.